# Child Exploitation and Online Protection Command
Le Child Exploitation and Online Protection Command (CEOP Command ou CEOP) est un organisme de la police du Royaume-Uni, rattaché à la National Crime Agency. Fondé en avril 2006 sous le nom de Child Exploitation and Online Protection Centre, le CEOP est chargé de lutter, à l'échelle nationale et internationale, contre les abus sexuels sur mineurs sur Internet, y compris les personnes participant à la production, à la distribution et au visionnage de contenus pédopornographiques, afin de les traduire en justice devant les tribunaux du Royaume-Uni. Le 7 octobre 2013, le CEOP fusionne dans la NCA par effet de la loi Crime and Courts Act 2013 (en).

## Missions
Le CEOP rassemble les pouvoirs de la police avec les expertises émanant du secteur des affaires , du gouvernement, d'associations spécialisées et d'autres organisations.
En 2015, le CEOP annonce recevoir chaque jour une alerte concernant le sexting de mineurs, ce qui expose les jeunes aux dangers de chantage ou d'exploitation.

## Budget
En 2012 et 2013, le budget du CEOP représente 6 millions de livres sterling. En 2010, le CEOP compte 120 employés.

## Arrestations
Le CEOP remporte son premier procès en juin 2006 quand Lee Costi, 21 ans, originaire de Haslemere (Surrey) est condamné à la Nottingham Crown Court (en) : il admet s'être adonné à la sollicitation d’enfants à des fins sexuelles sur des écolières, et s'être trouvé en possession d'images indécentes d'enfants. Costi a été découvert quand une fille de Nottingham a parlé à sa mère de ses messages dans des discussions en ligne. Le juge Jonathan Teare condamne Costi à neuf ans d'emprisonnement.
La CEOP déclare avoir perturbé ou démantelé 262 réseaux de criminels sexuels entre 2006 et 2010 et annonce que les enquêtes menées par ses détectives en ligne ont permis plus de 1 000 arrestations au cours de cette même période.